# Пантеон Інфантів
Пантеон Інфантів (ісп. Panteón de Infantes) — споруда в Ескоріальському монастирі поблизу Мадрида. Розташований на одному рівні з Королівською криптою, проте нижче території монастиря.
1862 року королева Ізабела II схвалила проєкт будівництва Пантеону, розроблений головним палацовим архітектором Хосе Сегунда де Лемою.
Будівництво було завершене в 1888 році. Пантеон Інфантів призначений для поховання там принців, інфантів та королев, які не були матерями королів.